# Perry McGillivray
Perry McGillivray (né le 5 août 1893 et décédé le 27 juillet 1944) est un poloïste et nageur américain. Lors des Jeux olympiques de 1920 disputés à Anvers il remporte la médaille d'or au relais 4 × 200 mètres nage libre en battant le record du monde et participe également au tournoi de water-polo.
Durant les Jeux de Stockholm en 1912, il est un éphémère détenteur du record olympique du 100 mètres nage libre à l'issue de sa série, avec 1 min 4 s 8, mais battu dès la série suivante par Duke Kahanamoku.

## Palmarès
- médaille d'or au relais 4 × 200 mètres nage libre de natation aux Jeux olympiques d'Anvers en 1920
- médaille d'argent au relais 4 × 200 mètres nage libre de natation aux Jeux olympiques de Stockholm en 1912